# Meloe austrinus
Meloe austrinus là một loài bọ cánh cứng trong họ Meloidae. Loài này được Wollaston miêu tả khoa học năm 1854.